# Martyn Jope
Edward Martyn Jope (* 28. Dezember 1915; † 14. November 1996 in Oxford) war ein englischer Archäologe und Chemiker. Er arbeitete während des Zweiten Weltkrieges vorübergehend als Biochemiker. Danach wurde er wieder Archäologe, zunächst als Mediävist und später als Prähistoriker.

## Leben und Wirken
Martyn Jope studierte am Oriel College in Oxford Chemie. Während des Studiums für seinen ersten Abschluss in Chemie befasste er sich intensiv mit der Archäologie der Stadt Oxford. Schon bald trat er der archäologischen Gesellschaft der Universität bei und wurde deren Sekretär und Präsident.
Seine erste Anstellung bekam er im Jahr 1938 durch die Königliche Kommission für Altertümer in Wales. Bis zum Ausbruch des Zweiten Weltkrieges grub er mit Richard Ian Threlfall eine mittelalterliche Siedlung in Bere aus, in der Nähe des Ortes North Tawton am Fluss Taw in Devon, und erstellte einen der ersten Pläne eines englischen mittelalterlichen Bauernhauses.

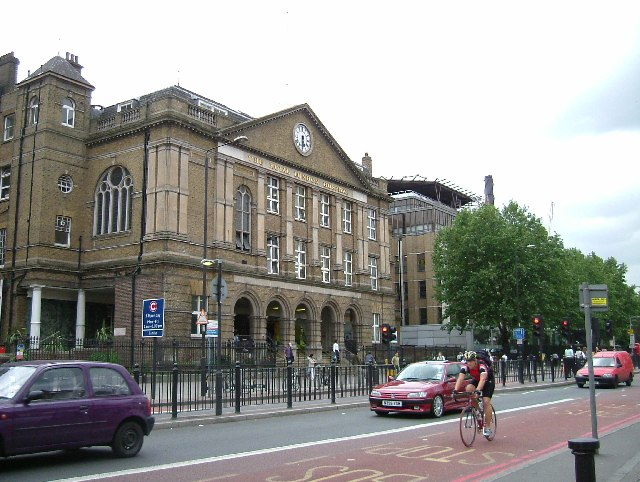
Das Royal London Hospital in Whitechapel

Während des Zweiten Weltkriegs musste er die Archäologie vorübergehend aufgeben und erhielt 1940 ein Stipendium der Nuffield Foundation für die Erforschung von Hämoglobinen im menschlichen Blut am London Hospital in Whitechapel. Später unterstützte der Medical Research Council seine Forschungen über die Anwendung der spektroskopischen Methoden und der chemisch-biologischen Spektromikroskopie für biologische Fragestellungen. Dann zog es ihn wieder zur Archäologie. Im Jahr 1946 wurde Jope zum Fellow der Society of Antiquaries of London gewählt.
Im Jahr 1949 wurde Jope auf Vorschlag des Geographieprofessors Estyn Evans auf ein neues Lehramt für Archäologie an der Queen’s Universität in Belfast berufen. Diese Dozentur entwickelte sich in eine Abteilung unter Jopes Leitung, zunächst als Dozent von 1954 bis 1963 und dann als Professor von 1963 bis zur Emeritierung im Jahr 1981.
Jope unterhielt in Oxford ein Haus für den Urlaub und den späteren Ruhestand sowie als Basis für seine englische Feldarbeit, vor allem zum Thema mittelalterliche Keramik im Südwesten Englands. Er hat von dort aus Ascot d’Oilly Castle, Deddington Castle, den mittelalterlichen Töpferöfen am Brill und einige mittelalterliche Stätten in Oxford ausgegraben.
Er publizierte ferner über den neolithischen Axt-Handel, Metallarbeiten aus der Eisenzeit, die Rath genannten Erdwerke der frühchristlichen Zeit Irlands wie zum Beispiel Dunglady, mittelalterliche Burgen oder die Häuser der Plantagen des 18. Jahrhunderts.
Die Publikation der Archäologie der Grafschaft County Down im Jahre 1966 war die erste systematische Untersuchung der Vorgeschichte einer irischen Grafschaft.
Im Jahr 1963 wurde er Fellow der British Academy. Bis in die frühen 1960er Jahre war er einer der Hauptakteure bei der Entwicklung der Archäologie des Mittelalters, sei es als Vermesser von Gebäuden, als Pionier der Erforschung der Keramik oder als einer der ersten Ausgräber einer mittelalterlichen Stadt. Seine Aufmerksamkeit wandte sich danach mehr der Erforschung der Eisenzeit zu, insbesondere der Fertigstellung eines Buches über die späteisenzeitliche Kunst auf den Britischen Inseln. Er veröffentlichte seine Vorstudien zu diesem Thema, konnte aber die Veröffentlichung des gesamten Werkes nicht mehr miterleben.

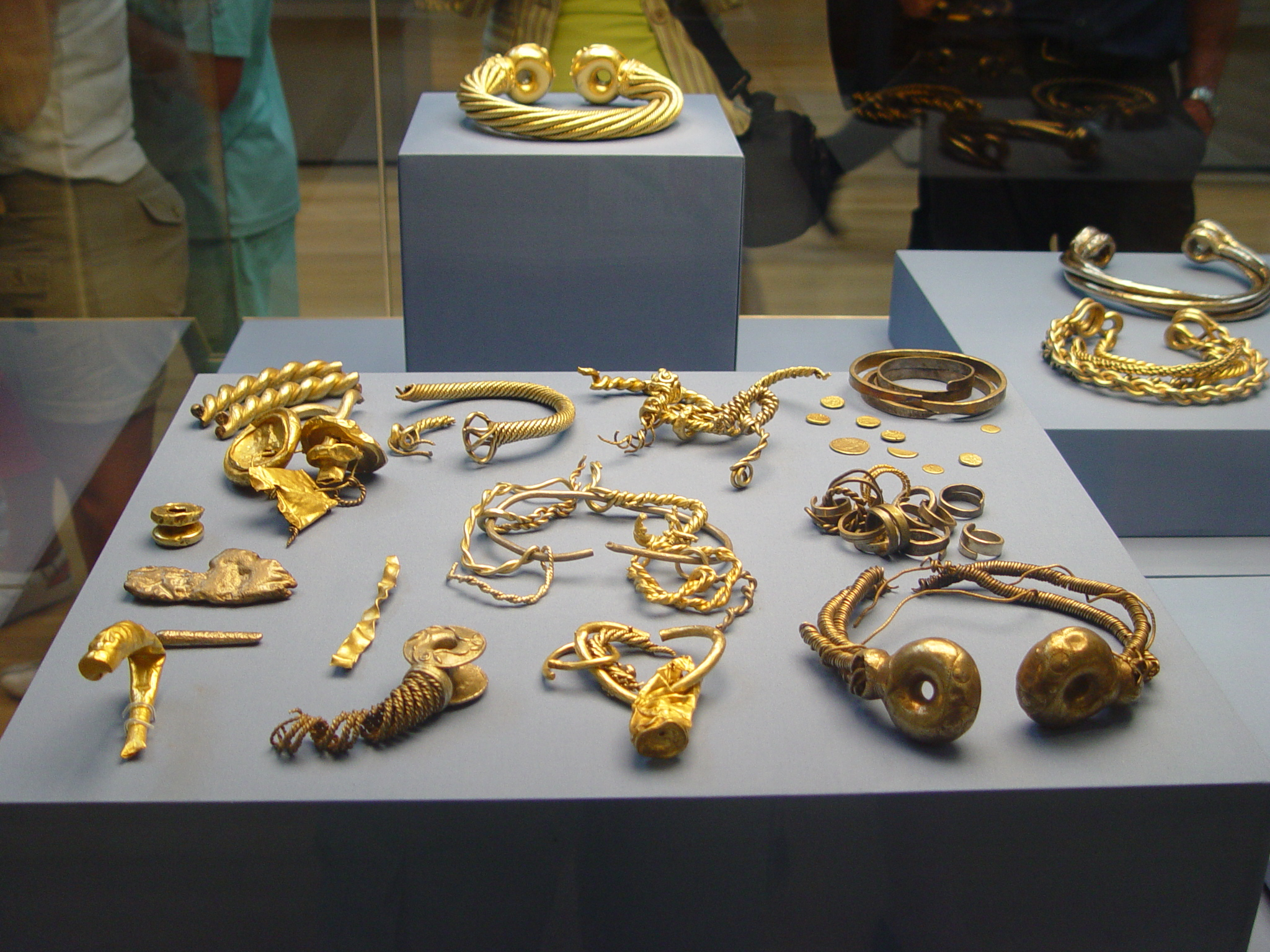
Snettisham-Horte

Das zweibändige Werk Early Celtic Art in the British Isles wurde posthum veröffentlicht und bietet eine umfassende Analyse der Entwicklung der eisenzeitlichen Muster vom 4. Jahrhundert v. Chr. bis zum Beginn der Romanisierung im 1. Jahrhundert n. Chr. Jope illustriert die Entstehung der durch die Insellage Großbritanniens einzigartigen Kunst mit einer Vielzahl von Gegenständen, insbesondere Schwertern, Scheiden und Broschen, und untersucht die weitere Entwicklung anhand der Dekoration der Rüstungen und Schilde. Die Verwendung von Gold im 3. Jahrhundert v. Chr. und menschliche, tierische und pflanzliche Bilder werden ebenfalls diskutiert und mit keltischen Artefakten verglichen. Waffen, Rüstungen, Gefäße, Spiegel, Schmuck und Pferde-Ausrüstungen veranschaulichen die Raffinesse des späteisenzeitlichen Designs. Einen großen Teil der Studie nehmen einzelne keltische Design-Elemente ein, wie z. B. die Verwendung von S-Formen und Spiralen, die Grundsätze der Gestaltung sowie Metallbearbeitungs-Techniken und Werkzeuge.

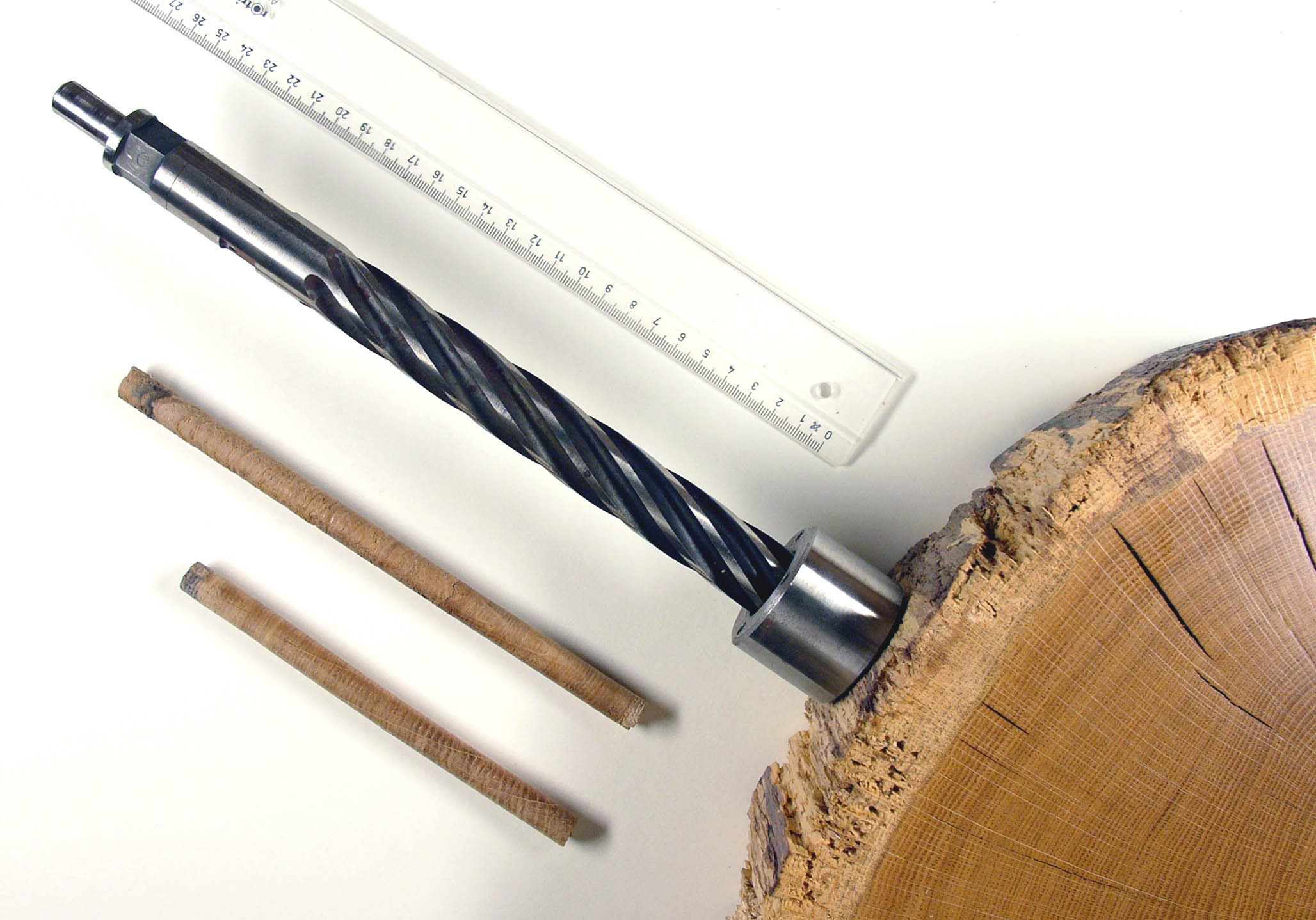
Hohlbohrer für Dendrochronologie, links zwei Bohrkerne

Jope setzte seine archäologischen und wissenschaftlichen Kenntnisse ein, um die Gründung des Instituts für Archäologische Wissenschaften an der Universität Bradford zu inspirieren, und um als Co-Direktor des paläoökologischen Zentrums an der Queen’s Universität in Belfast seine Mitarbeiter in ihrer Arbeit zur Dendrochronologie und Untersuchungen zur die Radiokohlenstoffdatierung anzuleiten.
Er führte die Kampagne der British Academy für separate staatliche Mittel für die archäologische Wissenschaft und diente ab 1976 in deren erstem wissenschaftlich fundierten Archäologie-Komitee. Die Gründung der Abteilung für archäologische Wissenschaften an der Universität Bradford geht auf seine Inspiration zurück. Er hatte dort eine Gastprofessur von 1974 bis 1981 und war ehrenamtlicher Gastprofessor von 1982 bis 1996. Jopes enormer Beitrag zur mittelalterlichen und neuzeitlichen irischen Archäologie brachte ihm die Mitgliedschaft in der Royal Irish Academy im Jahr 1973. Er war ein Mitglied der Königlichen Kommission für Altertümer in Wales von 1963 bis 1986 und der Königlichen Kommission für Altertümer in England von 1980 bis 1984.

## Arbeitsweise
Jopes Arbeit begann immer mit genauer Beobachtung der einzelnen Fundorte oder Artefakte. Er forderte, dass jede Aussage auf Fakten beruhen solle, unabhängig davon, ob es sich um eine Veröffentlichung, eine studentische Arbeit oder weit verbreitete Ansichten handelte.
Er vertrat die Überzeugung, dass die sozialen und wirtschaftlichen Gründe, warum Menschen ein Artefakt oder ein Gebäude hergestellt oder verwendet haben, ein wichtiger Teil der Studie sind.

## Familie

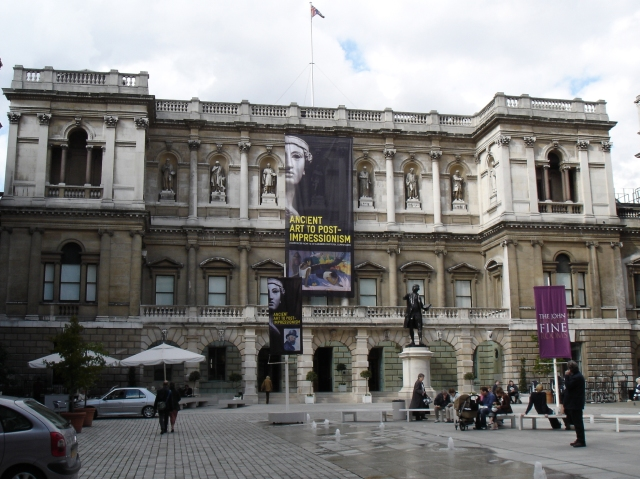
Burlington House der Londoner Gesellschaft für Altertumsforscher

Martyn Jope heiratete Margaret Halliday im Jahr 1941. Seine Frau war Biochemikerin und Archäologin und auch Fellow der Londoner Gesellschaft für Altertumsforscher. Sie hatten ähnliche Interessen von der Biologie bis zur Musik. Sie waren gemeinsam regelmäßige Besucher im Burlington House am Piccadilly in London, sowohl während der Semesterferien der Queen’s University als auch im Ruhestand.

## Veröffentlichungen
- E. M. Jope, G. Huse: Blue Pigment of Roman date from Woodeaton, Oxoniensia, Band V, Seite 167, 1940.
- R. L. S. Bruce Mitford und E. M. Jope: Eleventh- and Twelfth-Century Pottery from the Oxford Region. Oxoniensia, Band V, Seite 42, 1940 (pdf; 751 kB).
- Weitere Veröffentlichungen in Oxoniensia.
- E. M. Jope and R. I. Threlfall, Excavation of a medieval settlement at Beere, North Tawton, Devon, Med. Archaeol., 11 (1958), Seiten 121–122.
- E. M. Jope: Ancient monuments of Northern Ireland. Northern Ireland Ministry, Nr. 2, 1969.
- J. Z. Young, Royal Society (Great Britain), British Academy, E. M. Jope and Kenneth Page Oakley: The Emergence of Man: A Joint Symposium of the Royal Society and the British Academy. Januar 1981, ISBN 0-85403-152-9.
- E. M. Jope, D. Ellis Evans, John G. Griffith: Proceedings of the Seventh International Congress of Celtic Studies Held at Oxford.From 10th to 15th July 1983, Januar 1986, ISBN 0-9511269-0-3.

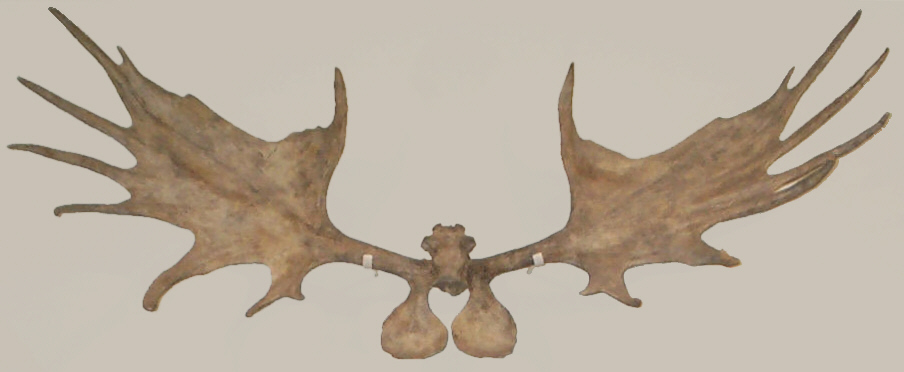
Geweih eines Riesenhirsches, Megaloceros giganteus antecedens, Spannweite ca. 2,60 Meter

- E. M. Jope and H. M. Jope: Note on collagen molecular preservation in an 11 ka old Megaceros (Giant Deer) antler: solubilization in a non-aqueous medium (anhydrous formic acid). In: Applied Geochemistry. 4, 1989, S. 301, doi:10.1016/0883-2927(89)90033-4. (Mitteilung über eine molekulare Collagenpräservation in einem 11.000 Jahre alten Megacerosgeweihs (Riesenhirsch): Solubilisierung in einem nichtwässrigen Medium (wasserfreie Ameisensäure))
- E. M. Jope: Bersu’s Goldberg IV: A Petty Chief’s Establishment of the 6th–5th Centuries, B.C.Oxford Journal of Archaeology, (1997), 16: 227–241. doi:10.1111/1468-0092.00037.
- E. M. Jope: Early Celtic Art in the British Isles., Oxford University Press, 2000, ISBN 978-0-19-817318-2.